# Hua Nan Bank World Trade Building
Le Hua Nan Bank World Trade Building (华南银行总部大楼) est un gratte-ciel de 154,5 mètres de hauteur construit de 2011 à 2014 à Taipei dans l'île de Taïwan. 
Il abrite des bureaux sur 27 étages desservis par 10 ascenseurs.
L'immeuble a été certifié LEED Gold pour sa prise en compte des problématiques environnementales (l'équivalent du label Haute qualité environnementale en France).
L'architecte est l'agence taïwanaise Kris Yao Artech